# Pavla Švrdlíková
Pavla Švrdlíková (Přerov, 15 settembre 1990) è un'ex cestista ceca.

## Carriera
Con la Rep. Ceca ha disputato i Campionati europei del 2017.